# Lista över gästgiverier i Skåne 1855

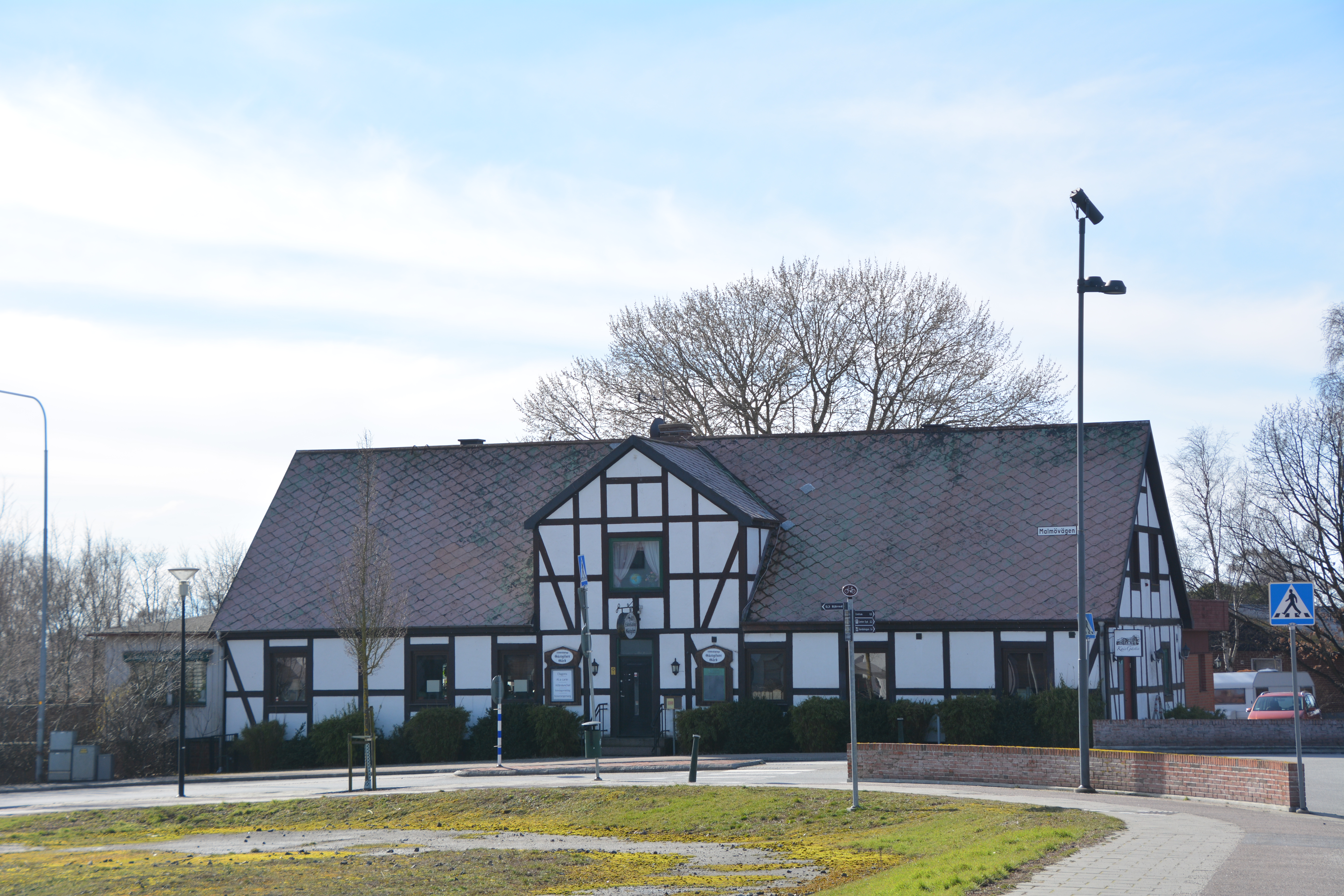
Löddeköpinge gästgivaregård etablerades omkring 1850. Huset från senare delen av 1800-talet fick sitt nuvarande utformning med korsvirkesfasad efter 1910.

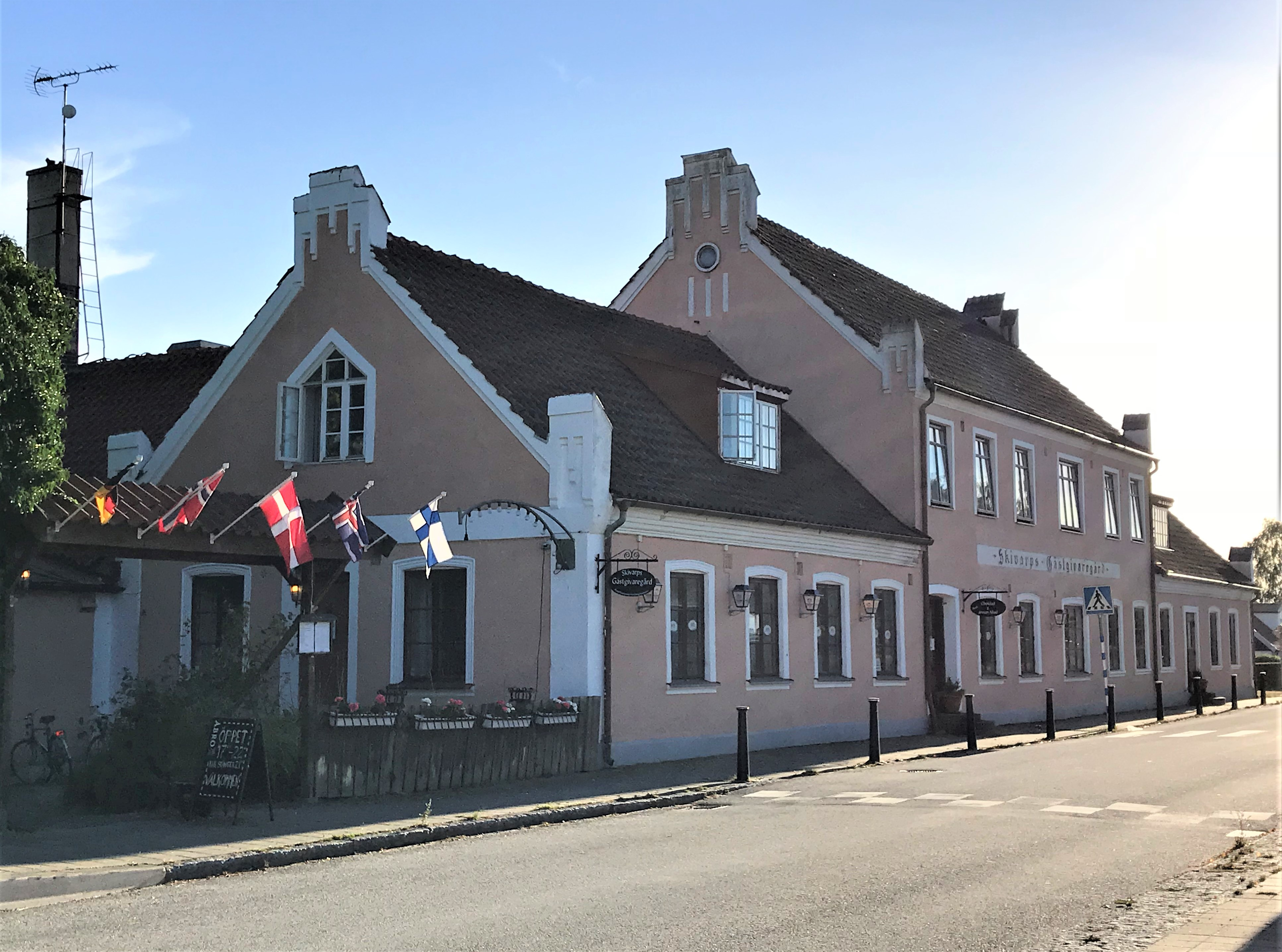
Skivarps gästgivaregård har anor från 1600-talet.

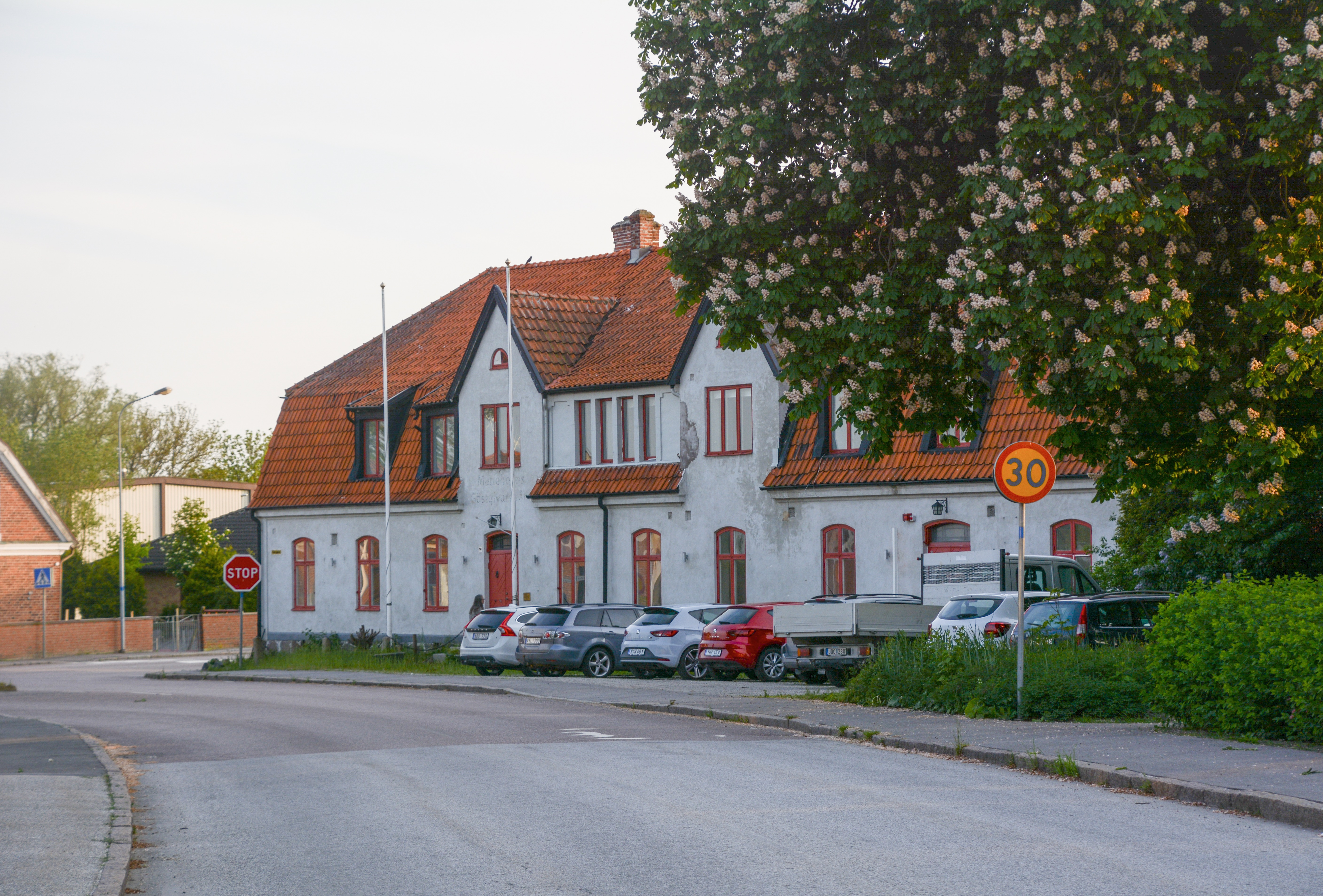
Marieholms gästgivaregård inrättades på 1690-talet som Åkarps gästgivaregård. Den nuvarande byggnaden uppfördes i början av 1860-talet i en våning och byggdes på 1918-1919, då också fasaderna rappades.

Lista över gästgiverier i Skåne 1855 förtecknar Skånes gästgivaregårdar och skjutshåll från en karta från ungefär 1855, ett årtionden innan järnvägen förändrade landsvägstransporterna. På kartan anges 85 gästgivaregårder i landskapet Skåne, vilka alla samtidigt var skjutsstationer. Detta kan jämföras med antalet 1718. Då fanns 64 gästgiverier samt skjutshåll utan mat- och logitjänster. År 1742 förtecknades 42 gästgivaregårdar och 4 skjutsstationer.
År 2017 fanns av dessa omkring 15 aktiva gästgiverier i Skåne, inklusive det 1924 av Kulturhistoriska föreningen för södra Sverige inrättade Kulturens Östarp, och antalet har sedan dess något ökat.
- Anderslövs gästgivaregård 55°26′17″N 13°19′07″Ö / 55.43806°N 13.31861°Ö
- Bjärnums gästgivaregård 56°17′27″N 13°42′37″Ö / 56.29083°N 13.71028°Ö
- Blekemåsa gästgivaregård56°08′04″N 13°19′43″Ö / 56.13444°N 13.32861°Ö
- Broby gästgivaregård 56°15′17″N 14°04′37″Ö / 56.25472°N 14.07694°Ö
- Brösarps gästgivaregård 55°43′28″N 14°06′12″Ö / 55.72444°N 14.10333°Ö
- Båstads gästgivaregård
- Dalby gästgivaregård 55°39′50″N 13°20′47″Ö / 55.66389°N 13.34639°Ö
- Degeberga gästgivaregård 55°50′23″N 14°05′23″Ö / 55.83972°N 14.08972°Ö
- Edenryds gästgivaregård 56°02′35″N 14°30′55″Ö / 56.04306°N 14.51528°Ö
- Everlövs gästgivaregård 55°36′25″N 13°35′11″Ö / 55.60694°N 13.58639°Ö
- Fagerhults gästgivaregård 56°22′11″N 13°28′05″Ö / 56.36972°N 13.46806°Ö
- Fjelkinge gästgivaregård 56°02′39″N 14°16′31″Ö / 56.04417°N 14.27528°Ö
- Fleninge gästgivaregård 56°06′27″N 12°47′31″Ö / 56.10750°N 12.79194°Ö [2]
- Glemminge gästgivaregård 55°27′20″N 14°01′02″Ö / 55.45556°N 14.01722°Ö
- Glumslövs gästgivaregård 55°56′38″N 12°48′37″Ö / 55.94389°N 12.81028°Ö
- Hammenhögs gästgivaregård 55°30′00″N 14°08′33″Ö / 55.50000°N 14.14250°Ö
- Hurva gästgivaregård 55°47′34″N 13°26′10″Ö / 55.79278°N 13.43611°Ö
- Höganäs gästgivaregård
- Hörby gästgivaregård 55°51′02″N 13°39′36″Ö / 55.85056°N 13.66000°Ö
- Höörs gästgivaregård 55°55′49″N 13°32′55″Ö / 55.93028°N 13.54861°Ö
- Ingelstorps gästgivaregård 56°08′23″N 12°52′23″Ö / 56.13972°N 12.87306°Ö
- Klörups gästgivaregård 55°27′20″N 13°10′40″Ö / 55.45556°N 13.17778°Ö
- Kviinge gästgivaregård 56°09′48″N 13°10′40″Ö / 56.16333°N 13.17778°Ö
- Kädarps gästgivaregård 56°14′15″N 13°32′27″Ö / 56.23750°N 13.54083°Ö
- Kävlinge gästgivaregård 55°47′19″N 13°06′24″Ö / 55.78861°N 13.10667°Ö
- Lomma gästgivaregård 55°40′46″N 13°04′10″Ö / 55.67944°N 13.06944°Ö
- Löddeköpinge gästgivaregård 55°45′31″N 13°01′01″Ö / 55.75861°N 13.01694°Ö
- Margretetorps gästgivaregård 56°20′08″N 12°53′19″Ö / 56.33556°N 12.88861°Ö
- Marklunda gästgivaregård 56°23′09″N 14°01′47″Ö / 56.38583°N 14.02972°Ö
- Mörarps gästgivaregård 56°03′32″N 12°52′45″Ö / 56.05889°N 12.87917°Ö
- Nöbbelövs gästgivaregård i Tings Nöbbelöv 55°57′27″N 14°03′10″Ö / 55.95750°N 14.05278°Ö[3]
- Ramsåsa gästgivaregård 55°33′33″N 13°53′08″Ö / 55.55917°N 13.88556°Ö
- Röinge gästgivaregård 56°08′58″N 13°48′15″Ö / 56.14944°N 13.80417°Ö
- Rörums gästgivaregård 55°37′50″N 14°14′47″Ö / 55.63056°N 14.24639°Ö
- Röstånga gästgivaregård 56°00′03″N 13°17′23″Ö / 56.00083°N 13.28972°Ö
- Saxtorps gästgivaregård 55°50′21″N 12°57′37″Ö / 55.83917°N 12.96028°Ö
- Sjöbo gästgivaregård 55°37′53″N 13°42′25″Ö / 55.63139°N 13.70694°Ö
- Snöftarps gästgivaregård 55°30′43″N 13°39′46″Ö / 55.51194°N 13.66278°Ö
- Skivarps gästgivaregård 55°25′23″N 13°34′01″Ö / 55.42306°N 13.56694°Ö
- Spångens gästgivaregård 56°4′29″N 13°15′36″Ö / 56.07472°N 13.26000°Ö
- Stiby gästgivaregård 55°33′14″N 14°10′20″Ö / 55.55389°N 14.17222°Ö[4]
- Stora Herrestads gästgivaregård 55°28′29″N 13°52′25″Ö / 55.47472°N 13.87361°Ö
- Sösdala gästgivaregård
- Torekovs gästgivaregård
- Tranås gästgivargård 55°36′43″N 13°59′45″Ö / 55.61194°N 13.99583°Ö
- Trelleborgs gästgivaregård 55°22′29″N 13°08′56″Ö / 55.37472°N 13.14889°Ö
- Tunneberga gästgivaregård 56°13′28″N 12°40′27″Ö / 56.22444°N 12.67417°Ö
- Tyringe gästgivaregård 56°09′49″N 13°35′08″Ö / 56.16361°N 13.58556°Ö[5]
- Tågarps gästgivaregård 55°55′25″N 12°55′56″Ö / 55.92361°N 12.93222°Ö[1]
- Ulvs gästgivaregård 56°14′12″N 13°22′20″Ö / 56.23667°N 13.37222°Ö
- Vallåkra skjutsstation 55°57′39″N 12°51′21″Ö / 55.96083°N 12.85583°Ö
- Vanneberga gästgivaregård 56°05′02″N 13°54′25″Ö / 56.08389°N 13.90694°Ö[6]
- Veberöds gästgivaregård 55°37′57″N 13°29′34″Ö / 55.63250°N 13.49278°Ö
- Vellinge gästgivaregård 55°28′12″N 13°01′05″Ö / 55.47000°N 13.01806°Ö
- Vittsjö gästgivaregård
- Västra Karups gästgivaregård 56°24′44″N 12°44′38″Ö / 56.41222°N 12.74389°Ö
- Västra Vrams gästgivaregård 55°55′43″N 13°57′30″Ö / 55.92861°N 13.95833°Ö
- Yngsjö gästgivaregård
- Åby gästgivaregård, senare omdöpt till Klippans gästgivaregård 56°08′13″N 13°07′46″Ö / 56.13694°N 13.12944°Ö
- Åhus gästgivaregård 55°55′18″N 14°17′41″Ö / 55.92167°N 14.29472°Ö
- Åkarps gästgivaregård, omdöpt till Marieholms gästgivaregård  55°51′47″N 13°08′58″Ö / 55.86306°N 13.14944°Ö
- Åstorps gästgivaregård
- Örkelljunga gästgivaregård 56°16′51″N 13°16′37″Ö / 56.28083°N 13.27694°Ö
- Östraby gästgivaregård, Östraby 55°45′24″N 13°41′26″Ö / 55.75667°N 13.69056°Ö
- Östra Ljungby gästgivaregård 56°11′33″N 13°04′50″Ö / 56.19250°N 13.08056°Ö